# Нижнебузулинский сельсовет
Нижнебузули́нский сельсове́т — сельское поселение в Свободненском районе Амурской области.
Административный центр — село Нижние Бузули.
2 августа 2005 года в соответствии Законом Амурской области № 31-ОЗ муниципальное образование наделено статусом сельского поселения.

## Население
| 2002  | 2010  | 2011  | 2012  | 2013  | 2014  | 2015  |
| ----- | ----- | ----- | ----- | ----- | ----- | ----- |
| 1094  | ↘976  | ↗977  | ↗1010 | ↗1030 | ↗1059 | ↗1093 |
| 2016  | 2017  | 2018  | 2021  |       |       |       |
| ↘1071 | ↘1064 | ↘1060 | ↘905  |       |       |       |

## Состав сельского поселения
| № | Населённый пункт | Тип населённого пункта       | Население |
| - | ---------------- | ---------------------------- | --------- |
| 1 | Нижние Бузули    | село, административный центр | ↘1000     |
| 2 | Новоострополь    | село                         | ↘60       |

## История
В 1909 году на берегах Бузульки (левого притока Большой Пёры) на сухих пологих возвышенностях, покрытых сосной и лиственницей, было заложено село. Осваивали новые места выходцы с Украины и из Белоруссии, спасаясь от безземелья и переселяясь на Дальний Восток, Сибирь. Путь переселенцев был тяжёлым и мучительным. Люди ехали со скотом в «скотских» вагонах. Ехали до г. Сретенска, потом плыли на пароходе или около месяца шли пешком.
Первыми в эти таёжные угодья конным путём приехали семьи Якова Кушнаренко, Г. А. Акушевича, Василец, Панченко, Петенина. Все — бедняки. Неприветливо встретила тайга переселенцев. В воздухе вились миллиарды комаров и мошек, без сетки на лице работать было невозможно. Спички достать было трудно, огонь высекали из кремня и старались поддерживать всегда. Лошадей не было — деревья корчевали вручную. Уже летом 1909 года посадил картофель Григорий Акушевич.
Только через два — три года, когда на месте земляночного городка стало вырастать деревянное село с прочим обустройством, дали ему название Ольгино, в честь дочери царя Николая II, а в 1910 году переименовали его в Бузуи (в переводе с белорусского — одинокие люди). Позже назвали село Нижние Бузули.
В 1909 году бедняцкие семьи Григория Акушевича с четырьмя сыновьями, Якова Кушнаренко с восемью детьми, семьи Петенина, Панченко — Скрынник, Василец покинули родные места в Белоруссии и Украине в поисках зажиточного жилья и остановились на необжитых землях, в хмурой вековой тайге, где водилось много зверей и птицы.
Из воспоминаний Акушевича-младшего: «Мне было 14 лет, остальные братья — постарше. Все дружно помогали строить сначала шалаш, а потом и землянку, чтобы укрыться от непогоды. Одежду носили самотканную, всё приходилось делать вручную, лошадей не было, спичек не было — огонь высекали из кремня и старались поддерживать его постоянно.»
Построили землянки и взялись за землю. Посадили картофель, овощи, пшеницу, чтобы обеспечить семьи на зиму. В тайге добывали дичь: рябчиков, тетеревов, коз, лосей. Позже стали сеять и пшеницу, и овёс, и кукурузу, и лён. Возили продавать в Алексеевск (ныне Свободный).
(Дом Г. Акушевича позже, в 80-е годы, принадлежал Ольшевскому Г.)
В 1909 году без семей в эти места приехали мужчины Мурашко, Цыганковы, Масловы.
В тяжёлых условиях осваивали землю, боролись с тайгой. Разочаровавшиеся и окончательно разорившиеся уезжали, оставались в этих местах самые выносливые переселенцы.
С 1910 году началось дорожное строительство — прокладывали дорогу (царскую, как в народе её называли) обычную от железной дороги до возвышенности, к зимовью Иложевых (в 90-х годах — огород за СПТУ).
В 1912 году начали строить большой мост через реку Пёра. Его называли бузулинским мостом, от него до Иложевых три с половиной километра. В этом же году в селе появился первый магазин и больничный дом, который был построен Демидовым, жителем села Чембары.
В 1913 году была достроена железная дорога до Свободного, люди могли ездить на товарных поездах.
В 1913 году приехали Иложевы, зажиточные, богатые люди и построили себе дом (на месте огородов около бывшего СПТУ). Посередине был сарай, в конце — конюшня. Вспахали землю, посеяли пшеницу.
Акушевичи и Иложевы, для защиты небольшого урожая пшеницы от сусликов, привезли котов, держали их несколько дней без еды и выпустили в поле. Так защитили первый урожай от сусликов.
В 1913 году была построена школа с одной классной комнатой.
В школе изучали Закон Божий, арифметику. Преподавал в школе поп Балабанов Пётр Флегонтович. Его сын Виктор Петрович стал членом Союза писателей СССР. Он — уроженец села Нижние Бузули, 1925 года рождения. Имеет «Медаль за заслуги перед городом Чита» за краеведческую работу.
Недалеко от школы была церковь. Её строили состоятельные люди: Иложевы, Панченко, Сметаны. Крышу церкви покрыли цинком, кружевом, покрасили.
Долгожительница села Софья Григорьевна Рябцева рассказала, где жили с 1914 года Мурашко — отец и сыновья Петр и Максим, Болотин, Кушнаренко, Омельченко, Зимины, Валуевы, Клещёвы, Берёза (Берёзов).
Сметаны (укр., Сметановы — позже) поселились за сортоучастком, поэтому переулок так сейчас и называется — Сметанов переулок. У этой семьи был четырёхгранный старинный дом, скотный двор, конюшня, зерновой двор.
В 1914 году приехали Цыганковы с семью дочерями, Оснач Пётр с сыновьями Иваном, Сергеем, Яковом, Масловы, которые расселились вдоль речки Бузулька. Кольцов Александр Ефимович — врач, будет жить в больнице и там же работать вместе с женой.
В 1927 году из украинского села Катюжанка, которое находится в 30 км от г. Киева, в село Нижние Бузули приехали братья Кушнаренко Трофим, Михаил, Иосиф с сестрой Машей и Бугай Григорий Васильевич, к которому в 1928 году приедет и жена Пелагея с маленькой дочерью Софьей. Деньги на дорогу, питание и подъёмные они получат от государства. Целый месяц будут ехать в поезде из украинской Катюжанки на станцию Бузули, а оттуда на лошадях в Нижние Бузули. Пелагея, привезла с собой из украинского села много семян овощей на рассаду, поэтому выращивала и помидоры, и капусту, и арбузы с дынями, и морковь, и турецкий табак. Прополкой занималась вручную, как и у себя на Украине. Пелагея успевала трудиться и на полях с овощами, и на парниках колхозных. Излишки капусты и помидоров продавали на рынке в г. Свободном. В реках Пёра и Бузулька было много рыбы. Вьюны были большими, как змеи, их ловили корзинами — этим и питались

### Образование колхоза
До 1920 года в с. Нижние Бузули существовал крестьянский комитет взаимопомощи. В 1926 году крестком направил Никифорова Николая Ивановича на месячные курсы трактористов в город Благовещенск. В селе было организовано товарищество по совместной обработке земли ТОЗ, возглавил его вернувшийся с курсов Никифоров Н. И. Товарищество получило трактор «Интер» производства Америки. В 1928 году бузулинцы создали сельхозартель и назвали её «Безбожник». В 1929 году в селе уже работали начальная школа, небольшой магазин, изба-читальня. В 1929 году вместо артели был открыт колхоз «Таёжник» С 1955 года он поглотил в себя «Шумный Ключ» (с. Разливное), «Путь Ленина» (с. Нижние Бузули и Чембары) и позже забрали земли Большого и Малого Ивера. Центр Нижние Бузули — стал к этому времени развитым селом, рентабельным колхозом. Вот как росли прибыли:
1962 год — 14 627 рублей,
1964 год — 60 708 рублей,
1967 год — 756 780 рублей,
1988 год — 3 миллиона 216 тысяч рублей.
Зерна колхоз ежегодно производил до 20 тысяч центнеров.
С 1932 года обслуживала хозяйства куста «своя» Бузулинская машинно-тракторная станция, которую пополняло техникой государство. Например, только в 1937 году Бузулинская МТС получила десять новеньких комбайнов (по тем временам это много).
В течение двадцати лет председателем колхоза был Е. И. Горожанкин.

### Почта
В 1930 году в селе открылась первая почта. Начальником почты был Меншунов Георгий Иосифович. Здание было пятистенное: в одной половине была почта, а в другой жил сам начальник. Дед Черногор на двуколке возил почту для жителей Подъездной, а оттуда её везли на Малый и Большой Ивер. В это же время в селе уже были: клуб, два магазина, сельсовет, столовая (кабак), кирпичный завод, паровая мельница, пекарня.

### Больница
Больница открылась в 1936 году. Это было одноэтажное здание, в котором был роддом и две палаты. Возглавлял больницу врач Кольцов Александр Ефимович,1890 г.р. Его жена тоже работала в больнице, врач Кольцов А. Е. обслуживал сёла Нижние Бузули, с. Малый Ивер, с. Большой Ивер. В сёла к больным надо было добираться самому на лошадях. Однажды, когда врач был на вызове в Большом Ивере, заболел его усыновлённый ребёнок и умер, а своих детей у него не было. Тогда Кольцов А. Е. стал сам обучать медицинскому делу местных семерых девушек.
После Кольцова А. Е. заведующими были: Логвинов А. В., Кекина В. С., Смольникова Ираида Павловна (Куликова), Пичкуренко, Городович И. В.
Новая больница стала строиться рядом, перед старой, в 1958 году, а в 1959 г. её открыли. Она была рассчитана на 30 коек. Первым возглавил больницу Уракчеев Г. И., после него Калинин Г. В., Шелкова Л. А.

### Война
В первые дни войны из села Нижние Бузули призваны были на фронт Гальцев Яков, Осадчий Степан, Кураков Павел, Панченко Григорий, Омельченко Пётр и др. Из колхоза «Таёжник» было взято для армии две автомашины, 45 лошадей. Ушедших на фронт механизаторов стали замещать подготовленные на краткосрочных курсах женщины: Гальцева Клавдия, Коковихина Антонина, Рослик Ольга, Осадчая Галина, Полякова Лиза, Трофименко Надежда, Мурашко Александра. В колхозе не хватало техники и многие работы выполнялись вручную. На трудодень получали 300 граммов хлеба. На работу люди ходили полуголодные, но работали на совесть, обеспечивая хлебом фронт.
Как и все нижнебузулинские школьники, Софья Григорьевна, ей было 14 лет, трудилась во время войны на полях с овощами. Необходимо было обрабатывать огромные поля с капустой, помидорами, огурцами, морковью. Только с морковью было два гектара полей. Позже на этом месте посеяли коноплю, а так как она вырастала в два метра высотой, стеб взрослые, вымачивали стебли в течение двух недель в болоте, делали из отделившихся нитей-волокон верёвки и канаты. Верёвки и канаты отправляли на фронт. А около села такими крепкими канатами тянули застрявшие в болотах трактора. Семена конопли жарили, получали душистое масло, протёртые и обжаренные семена добавляли в супы. (В 1946 году поля с коноплёй, истребили совсем, за ненадобностью). На пяти гектарах выращивали лён, он вырастал высотой с один метр. Доской разбивали его стебли на перши, увозили в заготконтору в г. Свободный — там делали порох, который отправляли на фронт.
Колхозу было присуждено переходящее Красное знамя за успехи в труде.
На полях сражений погибло 95 жителей села Нижние Бузули.
В центре села находится памятник павшим односельчанам в годы Великой Отечественной войны и разбит сквер в 1975 году. Автор памятника — художник Свободненского отдела культуры Евгений Гречко. Вечная память и слава павшим!

### После войны
В 1950-е гг. перед агрономами стояла задача приручить новые земли в Амурской области, доказать, что они не менее плодородны, чем западные. Для этого необходимы были знания, упорство, настойчивость. Имея эти качества своего характера, Василий Алексеевич Клещёв, сын Клеща, одного из первых поселенцев, взялся смело за внедрение новых сортов сельскохозяйственных культур, передовой агротехники в растениеводстве. Всё это позволило ему выйти в состав передовых хозяйств района. И Василию Алексеевичу Клещёву присвоена была первая правительственная награда — медаль «За освоение целинных и залежных земель». В 1966 году Клещёв заканчивает заочно Благовещенский сельхозинститут и ему доверяют ответственный пост председателя колхоза. За верность своей профессии, за стремление отдать своему делу все знания, весь опыт В. А. Клещёву было присвоено высокое звание «Заслуженный агроном РСФСР» и вручён «Орден Ленина».

### Из истории школы
В 1961 году была построена новая школа, директором которой был Ворожцов Василий Иванович. В ней прошла вся трудовая деятельность Вахрушевой Галины Иосифовны, которая родилась в этом селе. Ей присвоено звание «Отличник народного образования» и «Заслуженный учитель РСФСР». Такое звание в нашей школе имели три учителя: В. Т. Камчедалов (учитель начальных классов, был направлен на съезд учителей в Москву), Бугаёва Н. М. и Вахрушева Г. И.

### Детский сад «Звёздочка», 1967 год
В 1956г в здании старого клуба открыли первый детский сад-ясли. Его посещали всего десять детей. Заведующей была Тренколенко Анна Степановна, её заменила Гальцева Вера Алексеевна.
Второй садик построили в 1967 году на 50 мест, назвали «Звёздочка». Заведующая Радько Зоя Ильинична, воспитатели: Троепольская Лидия Алексеевна, Радько Лидия Гавриловна.
С 1978 по 1993 год в этом здании была начальная школа. В ней работали учителя начальных классов: Рихновец Антонина Макаровна, Лоскутникова Софья Афанасьевна («Отличник просвещения»), Вахрушева Галина Иосифовна («Заслуженный учитель РСФСР»), Петренкова Екатерина Никифоровна, Ситникова Анна Емельяновна, Елхова Антонина Владимировна, Бугаёва Маргарита Викторовна, Завьялова Тамара Иосифовна, Суржикова Екатерина Анатольевна.
В 1978 году построили детский сад «Светлячок» на 90 мест — большое двухэтажное здание в центре села. В нём был свой методический и медицинские кабинеты. Заведующая — Черыкова Любовь Алексеевна. В 1994—1995 уч. году здание детского сада заняла начальная школа (в 1 классе — 27 человек, учащиеся 1987 года рождения). В 1995—1996 учебном году начальные классы переведены в новое современное здание.

### Напиточный цех
Цех начал работать в 1960 году. Цех изготавливал газированные напитки. В первое время за год выпускали 3000 бутылок напитка, а затем — 9000. В цехе работало 3 человека. Заведующая — Завьялова Лариса Яковлевна. За смену изготавливали 60 ящиков напитка. За месяц получали заработка 92 рубля.

### Машинно-тракторная станция
В 1923 году в селе Нижние Бузули была образована машинно-тракторная станция (МТС). Осенью приехал механик Туманов А. И. и открыл курсы трактористов. А первого января прибыли директор Питомец Ефим Антонович и старший агроном Савруев Иван. На курсы стали приезжать и другие участковые агрономы. Курсами руководил Туманов А. И., а практику проводил Никифоров Н. И. Машинно-тракторной станцией были охвачены Нижние Бузули, Чембары, Курган, Чудиновка, Черновка, Гащенка, Желтоярово. В 1932 году в МТС было 9 тракторов «ХТЗ» (Харьковский тракторный завод), плуги, сеялки, бороны, молотилки, жнейки, сноповязалки.
С 1936 года появляются первые комбайны, а в 1937 году поступило 10 новеньких комбайнов.
В «Географическом словаре „Приамурье“» Н. К. Шульмана в 1968 году сделана запись:
Нижние Бузули — село в 35 километрах севернее райцентра и в пяти километрах от станции Бузули. В селе колхоз «Путь Ленина», отделение «Сельхозтехники», маслозавод, ветучасток, средняя школа, Дом культуры, библиотека, больница, детясли, радиоузел, отделение связи, Агрометеопост. Основано в 1909 году. Поблизости от села, на берегу реки Большая Пёра, расположен пионерский лагерь.
«Путь Ленина» — колхоз объединяет четыре села. Центральная усадьба — Нижние Бузули. Земельных площадей 37,4 тысяч гектаров, сельхозугодий 12,2 тысяч гектаров, пашни 9,6 га. Основные культуры — пшеница и соя.
В 1989 году в издании « Амурская область. Опыт энциклопедического словаря» научных редакторов АН СССР В. В. Воробьёва и академика А. П. Деревянко, редактора-составителя профессора Н. К. Шульмана сведения о селе и колхозе те же.

### Сельская администрация
В разные годы занимали пост председателя сельского совета: Панченко Пётр Степанович (1952—1967); Сиваева Пелагея Дмитриевна (1967); Бугаёв Алексей Григорьевич (1967—1971); Матвеев Василий Васильевич (1971—1976); Велиц Виктор Макарович (1976—1977); Сиваев Анатолий Григорьевич (1977—1991); Завьялова Людмила Михайловна (1991—1993); Митрофанов Юрий Александрович (1993—1993); Черняков Юрий Валентинович — первый глава сельской администрации (1996—1997);, Москаева Валентина Лазаревна (1997—2001); Черняков Юрий Валентинович (2001—2012); Сиваев Анатолий Алексеевич — с 2012 и по настоящее время.